# خیرآباد (کمیجان)
خیرآبادروستایی است از توابع شهرستان کمیجان در استان مرکزی قرار دارد. .

## مشخصات منطقه ای
روستای خیرآباد طبق تقسیمات اخیر کشوری، ازتوابع دهستان خسروبیگ شهرستان کمیجان می‌باشد . این روستا بامختصات جغرافیایی ۴۹ درجه و ۳۴ دقیقه طول شرقی و ۵۷ درجه و ۴۳ دقیقه عرض شمالی در شمال غربی استان مرکزی قراردارد.فاصله روستای خیرآباد تا مرکز شهرستان ۲۰ کیلومتر می‌باشد .

## جمعیت
طبق سرشماری مرکز آمار ایران، جمعیت خیرآباد در سال ۱۳۸۵ برابر با ۶۳ نفر بوده‌است. این روستا ۱۴ خانوار دارد. 